# 蕨市立中央東小学校
蕨市立中央東小学校（わらびしりつ ちゅうおうひがししょうがっこう）は、埼玉県蕨市中央七丁目にある公立小学校である。蕨市内に存在する小学校の中で、6番目に開校した学校である。

## 概要
1967年に設立、当時の児童数は718人。「進んで仲良く元気な子」という校訓を挙げている。愛称中東小。

## 校章
蕨市の市章のモノクロ版の地に白字で「中東小」と記入されている。

## 場所
近くには国道17号や、下蕨公民館、ふるさと土橋公園などがある。周辺は静かな住宅街となっている。

## 出来事
- 1967年11月 - 開校。
- 1976年 - 創立10周年記念。岩石園完成。
- 1978年3月 - 体育館完成。
- 1996年11月 - 開校30周年。
- 2008年 - 教室棟、管理棟の耐震補強の工事完成。
- 2011年 - 教室エアコン設置完了。
- 2015年 - 郷土資料室完成。
- 2016年 - 創立50周年記念式典。同校出身の元AKB48メンバーの松井咲子が出席した。
- 2018年 - 埼玉県体力向上優良校
- 2019年 - 全国学校体育研究最優秀校〈文部科学大臣賞〉

## 交通
- 京浜東北線蕨駅下車
- 埼京線戸田公園駅下車
- 国際興業バス（蕨駅 - 中央七丁目）「中央七丁目」バス停下車
- 国道17号 戸田市役所入口赤羽方面を左折